# シャルル・コッテ
シャルル・コッテ（Charles Cottet、1863年7月12日 - 1925年9月25日）はフランスの画家、版画家である。

## 略歴
オート＝ロワール県のル・ピュイ＝アン＝ヴレで、裁判所の判事の息子に生まれた。マイヤール（Émile Maillard:1846-1926）という画家に学んだ後、パリのエコール・デ・ボザールでピエール・ピュヴィス・ド・シャヴァンヌに学んだ。私立美術学校、アカデミー・ジュリアンでアルフレッド・ロルにも学び、後に「ナビ派」の画家たちとして活動する画家たちと知り合った。
エジプトやイタリアやレマン湖を旅して作品も描いたが、1886年頃から題材にした、フランス、ブルターニュの風俗を描いた作品を描くようになり、有名になった。1890年代の後半から活躍した、リュシアン・シモン、エドモン＝フランソワ・アマン＝ジャン、アンドレ・ドーシェ、ジョルジュ・デヴァリエール、モーリス・ドニといった画家たちと「バンド・ノワール(Bande noire)」という画家グループに分類される。「ポスト印象派」の世代の画家であるが、同時代のブルターニュで活動していた「ポン＝タヴァン派」の画家と違いより写実的で暗い色調の絵画を描いた
。

## 作品

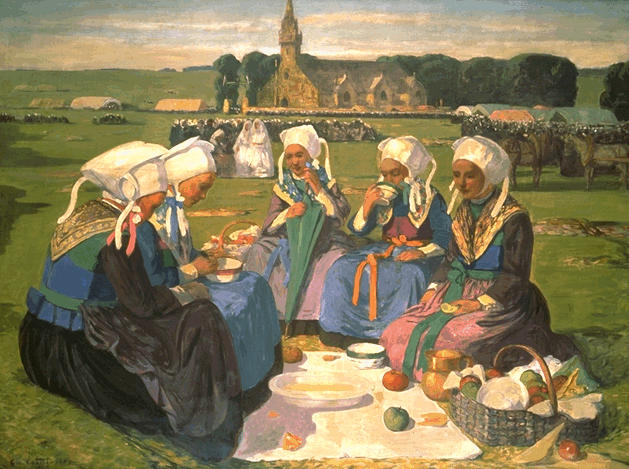
Femmes de Plougastel au Pardon
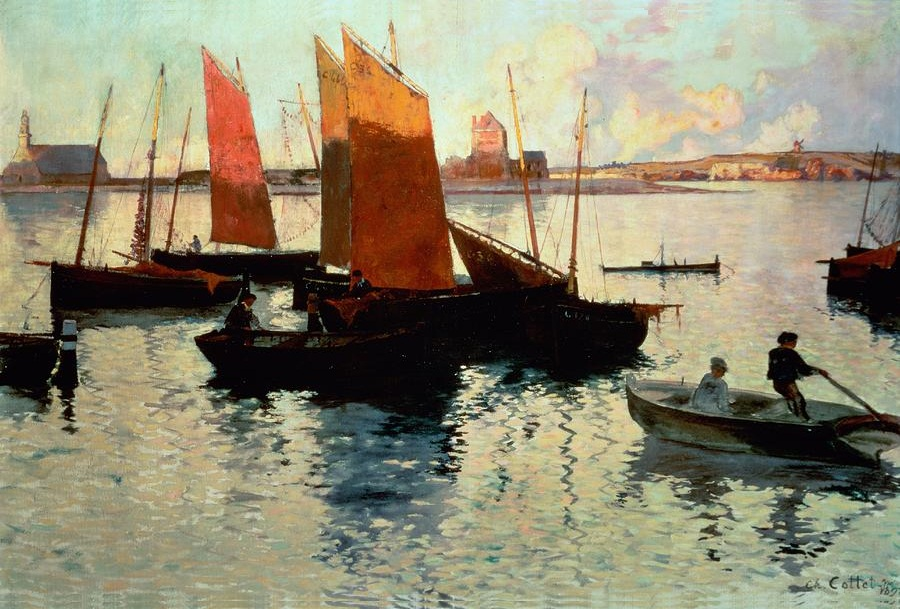
夕暮れの航行(1892)
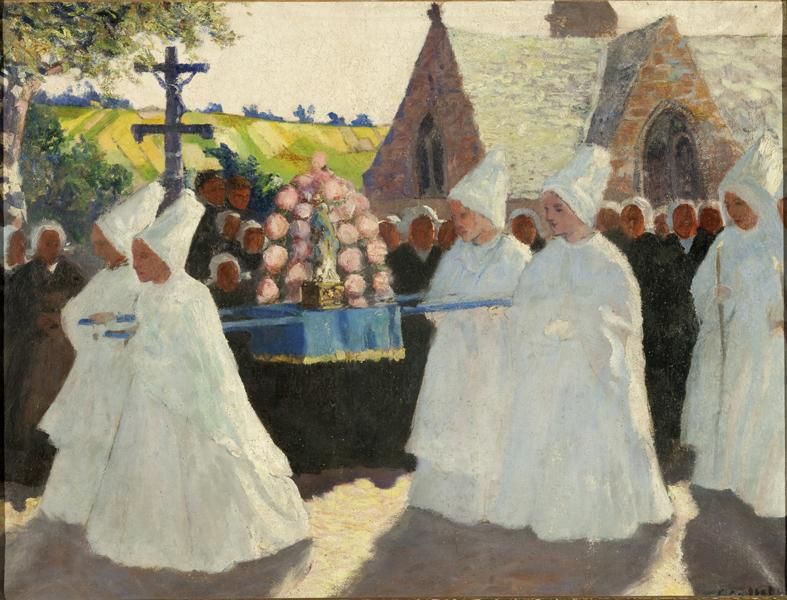
聖体の祝日の行進
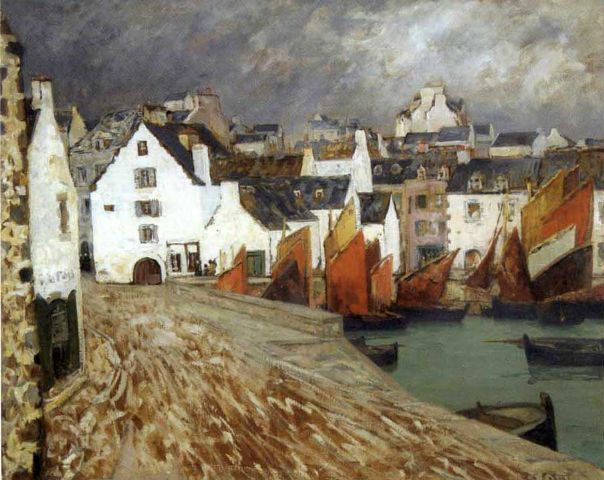
ドゥアルヌネの日曜の朝(1905/1907)
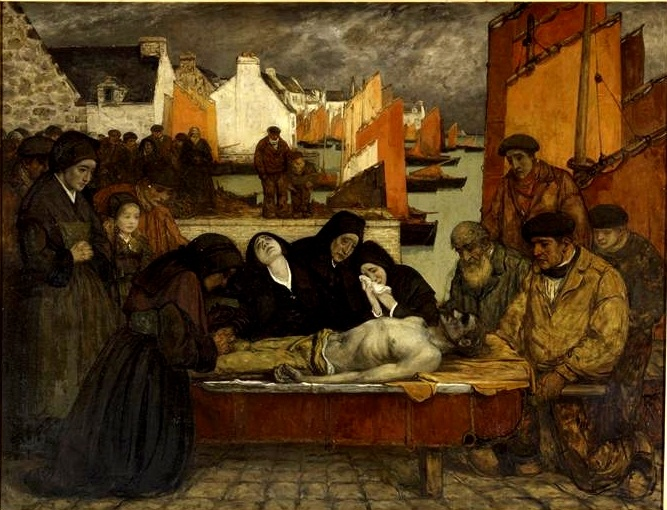
「悲しみ」(1908/1909)
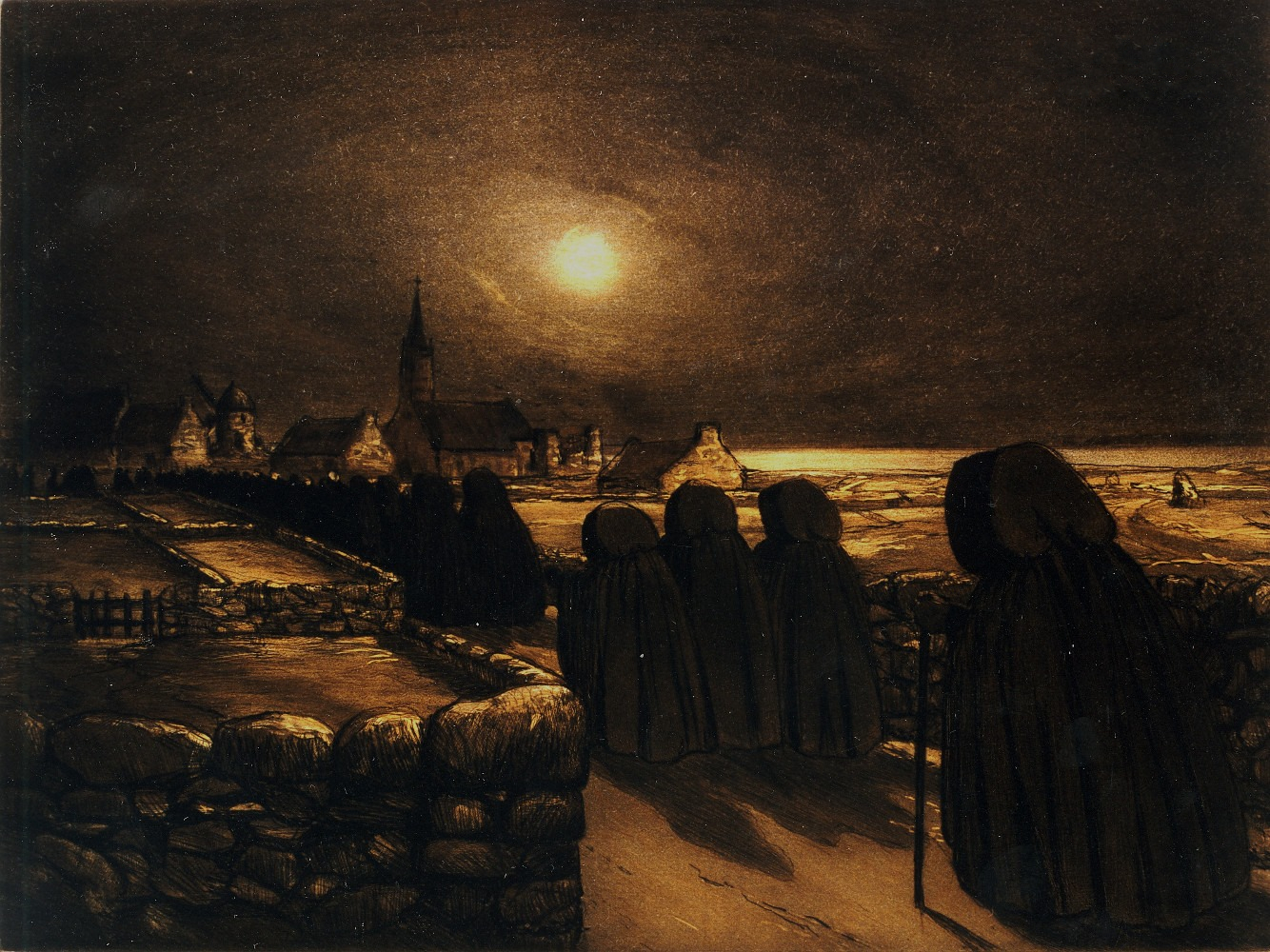